# (460) Скания
(460) Скания (др.-сканд. Signe) — астероид главного пояса, который принадлежит к редкому спектральному классу K. Он был открыт 22 октября 1900 года немецким астрономом Максом Вольфом в обсерватории Хайдельберг и назван в честь латинского названия шведской провинции Сконе, в память о съезде астрономов в городе Лунде (1904), расположенном в этой провинции.
При альбедо 0,2144 диаметр астероида составит 21,78 км.

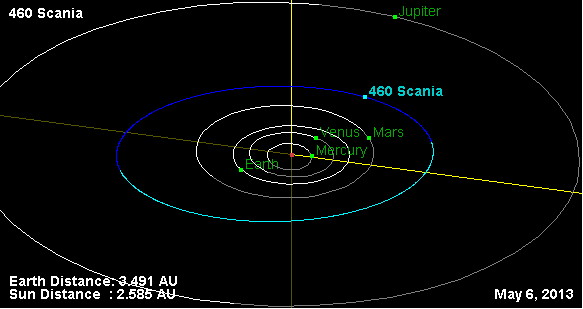
Орбита астероида Скания и его положение в Солнечной системе